# Филипповичи (Ленинградская область)
Филипповичи — деревня в Ям-Тёсовском сельском поселении Лужского района Ленинградской области.

## История
Деревня Филиповичи, упоминается на карте Новгородского наместничества 1792 года А. М. Вильбрехта.

ФИЛИПОВИЧИ — деревня при реке Рыденке. Филиповского сельского общества, прихода села Климентовского.
 
Крестьянских дворов — 52. Строений — 299, в том числе жилых — 49. Ветряная мельница.

Число жителей по семейным спискам 1879 г.: 98 м. п., 129 ж. п.; по приходским сведениям 1879 г.: 100 м. п., 128 ж. п.

В конце XIX — начале XX века деревня административно относилась к Тёсовской волости 5-го стана 3-го земского участка Новгородского уезда Новгородской губернии.

ФИЛИПОВИЧИ — деревня Филипповского сельского общества, дворов — 59, жилых домов — 59, число жителей: 116 м. п., 128 ж. п. 

Занятия жителей — земледелие, выпас телят. Хлебозапасный магазин, мелочная лавка. (1907 год)

В начале XX века близ деревни находился каменный крест.
Согласно карте из «Исторического атласа Санкт-Петербургской Губернии» 1915 года деревня называлась Филиповичи и насчитывала 51 крестьянский двор.
С 1917 по 1927 год деревня Филипповичи входила в состав Тёсовской волости Новгородского уезда Новгородской губернии.
С 1927 года, в составе Веряжинского сельсовета Оредежского района.
С 1928 года, в составе Волкинского сельсовета. В 1928 году население деревни Филипповичи составляло 262 человека.
По данным 1933 года деревня Филипповичи входила в состав Волкинского сельсовета Оредежского района.
Деревня была освобождена от немецко-фашистских оккупантов 5 февраля 1944 года..
С 1954 года, в составе Заручьёвского сельсовета.
С 1959 года, в составе Лужского района.
В 1965 году население деревни Филипповичи составляло 36 человек.
По данным 1966 года деревня Филипповичи также входила в состав Заручьёвского сельсовета Лужского района.
По данным 1973 и 1990 годов деревня Филипповичи входила в состав Приозёрного сельсовета.
В 1997 году в деревне Филипповичи Приозёрной волости проживали 15 человек, в 2002 году — 14 человек (все русские).
В 2007 году в деревне Филипповичи Ям-Тёсовского СП проживали 8 человек, в 2010 году — 6, в 2013 году — 4.

## География
Деревня расположена в восточной части района близ автодороги 41А-004 (Павлово — Мга — Луга).
Расстояние до административного центра поселения — 8 км.
Расстояние до ближайшей железнодорожной станции Чолово — 18 км. 
Деревня находится на правом берегу реки Рыденка.

## Демография
| 2007 | 2010 | 2017 |
| ---- | ---- | ---- |
| 8    | ↘6   | ↘5   |

## Улицы
Центральная.